# Sorbus decipiens
Sorbus decipiens är en rosväxtart som först beskrevs av Johann Matthäus Bechstein, och fick sitt nu gällande namn av Carl Edward Adolph Petzold och G. Kirchn.. Sorbus decipiens ingår i släktet oxlar, och familjen rosväxter. Inga underarter finns listade i Catalogue of Life.